# Glekaprewir
Glekaprewir (łac. glecaprevirum) –  wielofunkcyjny makrocykliczny organiczny związek chemiczny stosowany jako inhibitor proteazy serynowej w leczeniu wirusowego zapalenia wątroby wywołanego przez wirusa HCV, w połączeniu z pibrentaswirem.

## Mechanizm działania
Glekaprewir poprzez wybiórcze i odwracalne blokowanie miejsca aktywnego proteazy serynowej NS3/4A zakłóca hydrolizę poliproteiny wirusa zapalenia wątroby typu C, co uniemożliwia jego replikację.

## Zastosowanie
Glekaprewir jest stosowany wyłącznie w połączeniu z pibrentaswirem. 

### Unia Europejska
- przewlekłe wirusowe zapalenie wątroby typu C u dorosłych[4]

### Stany Zjednoczone
- przewlekłe wirusowe zapalenie wątroby typu C, spowodowane przez wirus zapalenia wątroby typu C o genotypie 1, 2, 3, 4, 5 lub 6, u pacjentów bez marskości wątroby lub też ze skompensowaną marskością wątroby  klasy A w skali Childa-Pugha[6]
- przewlekłe wirusowe zapalenie wątroby typu C u dorosłych spowodowane przez wirus zapalenia wątroby typu C o genotypie 1, którzy byli uprzednio leczeni schematem zawierającym albo inhibitor proteazy serynowej NS3/4A albo inhibitor białka NS5A[6]

Glekaprewir znajduje się na wzorcowej liście podstawowych leków Światowej Organizacji Zdrowia (WHO Model Lists of Essential Medicines) (2019).
Glekaprewir jest dopuszczony do obrotu w Polsce (2020).

## Działania niepożądane
Nie są znane działanie niepożądane glekaprewiru w monoterapii. W preparacie złożonym z pibrentaswirem stwierdzano następujące działania niepożądane u ponad 10% pacjentów: ból głowy, zmęczenie, a u ponad 1% pacjentów: astenia, biegunka, nudności.